# Jakob Baumann
Jakob Baumann (Schaffhausen, 1941. szeptember 22. –) svájci nemzetközi labdarúgó-játékvezető. Más források szerint Jack Baumann.

## Pályafutása

### Nemzeti játékvezetés
1975-ben lett hazája legfelső szintű labdarúgó-bajnokságának játékvezetője. A nemzeti játékvezetéstől 1986-ban vonult vissza.

#### Nemzeti kupamérkőzések
Vezetett Kupa-döntők száma: 1.

##### Svájci Kupa
A svájci JB elismerve szakmai felkészültségét, megbízta a döntő találkozó koordinálásával.
| Időpont         | Helyszín               | Mérkőzés típusa | Mérkőzés                    | Eredmény | Nézők száma |
| --------------- | ---------------------- | --------------- | --------------------------- | -------- | ----------- |
| 1981. június 6. | Wankdorf Stadion, Bern | döntő           | FC Lausanne-Sport–FC Zürich | 4 : 3    | 40 000      |

### Nemzetközi játékvezetés
A Svájci labdarúgó-szövetség Játékvezető Bizottsága (JB) terjesztette fel nemzetközi játékvezetőnek, a Nemzetközi Labdarúgó-szövetség (FIFA) 1977-től tartotta nyilván bírói keretében. A FIFA JB központi nyelvei közül a németet beszéli. Több nemzetek közötti válogatott és klubmérkőzést vezetett, vagy működő társának partbíróként segített. A svájci nemzetközi játékvezetők rangsorában, a világbajnokság-Európa-bajnokság sorrendjében többedmagával a 18. helyet foglalja el 2 találkozó szolgálatával. Az aktív nemzetközi játékvezetéstől 1986-ban búcsúzott. Válogatott mérkőzéseinek száma: 9.

#### Világbajnokság
A világbajnoki döntőhöz vezető úton Mexikóba a XIII., az 1986-os labdarúgó-világbajnokságra a FIFA JB bíróként alkalmazta.

##### 1986-os labdarúgó-világbajnokság

###### Selejtező mérkőzés
| Időpont           | Helyszín                      | Mérkőzés típusa           | Mérkőzés              | Eredmény | Nézők száma |
| ----------------- | ----------------------------- | ------------------------- | --------------------- | -------- | ----------- |
| 1985. április 17. | Gerhard Hanappi Stadion, Bécs | előselejtező (5. csoport) | Ausztria–Magyarország | 0 : 3    | 21 000      |

#### Európa-bajnokság
Az európai-labdarúgó torna döntőjéhez vezető úton Franciaországba a VII., az 1984-es labdarúgó-Európa-bajnokságra az UEFA JB játékvezetőként foglalkoztatta.

##### 1984-es labdarúgó-Európa-bajnokság

###### Selejtező mérkőzés
| Időpont           | Helyszín               | Mérkőzés típusa           | Mérkőzés               | Eredmény | Nézők száma |
| ----------------- | ---------------------- | ------------------------- | ---------------------- | -------- | ----------- |
| 1982. október 13. | Lenin-stadion, Moszkva | előselejtező (2. csoport) | Szovjetunió–Finnország | 2 : 0    | 18 000      |

## Magyar vonatkozás
| Időpont         | Helyszín             | Mérkőzés típusa | Mérkőzés            | Eredmény | Nézők száma |
| --------------- | -------------------- | --------------- | ------------------- | -------- | ----------- |
| 1980. május 31. | Népstadion, Budapest | barátságos      | Magyarország–Skócia | 3 : 1    | 6 600       |

## Külső hivatkozások
- Jakob Baumann. World Referee. [2011. szeptember 22-i dátummal az eredetiből archiválva]. (Hozzáférés: 2011. augusztus 8.)
- Jakob Baumann. footballzz.com. (Hozzáférés: 2014. június 13.)
- Jakob Baumann. footballdatabase.eu. (Hozzáférés: 2011. augusztus 8.)
- Jakob Baumann. scoreshelf.com. [2015. december 8-i dátummal az eredetiből archiválva]. (Hozzáférés: 2011. augusztus 8.)

| Elődje: Otto Isler | Svájci Kupa döntő 1980–1981 | Utódja: Jean-Marie Macheret |